# P.G.A. Bonel
Pour les articles homonymes, voir Bonel.
Pierre-Jacques-André Bonel dit P.J.A. Bonel ou P.G.A. Bonel, né à Montaigu-la-Brisette le 17 mai 1767 et mort à Paris le 6 juin 1842, est un auteur dramatique français.

## Biographie
Ses pièces ont été représentées sur les plus grandes scènes parisiennes du XIXe siècle : Théâtre du Palais-Royal, Théâtre de la Porte-Saint-Martin, Théâtre des Variétés, Théâtre de la Gaîté, etc.

## Œuvres
- 1800 : La Nouvelle inattendue, ou la Reprise de l'Italie
- 1800 : Un trait d'Helvétius, comédie en un acte, avec Armand-François Chateauvieux et Hector Chaussier
- 1800 : Forioso à Bourges ou l'Amant funambule, comédie-vaudeville en un acte, avec Pierre Villiers
- 1801 : La Jolie Parfumeuse, ou la Robe de conseiller, vaudeville en un acte, avec Jean-Antoine Lebrun-Tossa
- 1801 : La Pièce qui n'en est pas une, dialogue analogue aux prologue et épilogue, avec Georges-Louis-Jacques Duval et Joseph Servières
- 1801 : La Guinguette, ou Réjouissances pour la paix, avec Pierre Villiers
- 1801 : L'Auberge de Calais, comédie en 1 acte et en prose, avec Dorvigny et Georges-Louis-Jacques Duval
- 1801 : Le Jugement de Monsalo, parodie du Jugement de Salomon, folie en un acte, avec Henri-Joseph Thüring de Ryss
- 1801 : Le Masque tombé, ou le Bal de l'Opéra, comédie en 1 acte, mêlée de vaudevilles, avec Armand Croizette et Armand-François Chateauvieux
- 1802 : Bizarre, ou C'n'est pas l'Pérou, bizarrerie en 1 acte, avec Pierre Villiers
- 1803 : Le Tableau de Phèdre et Hyppolite, comédie en un acte et en prose
- 1803 : Les Trois Fanchons, ou Cela ne finira pas, folie-vaudeville
- 1804 : Canard et Canardin, ou le Père et le Fils
- 1804 : Les Volontaires anglais, ou la Démission forcée
- 1804 : La Tour du sud, ou l'Embrasement du château de Lowinska, mélodrame en trois actes, avec Eugène Cantiran de Boirie
- 1805 : Storb et Verner, ou les Suites d'un duel, avec Eugène Cantiran de Boirie
- 1809 : La Prise de Madrid, impromptu-vaudeville en 1 acte